# Subh
Subh Umm-Wàlad, tradicionalment anomenada Subh, coneguda en les cròniques cristianes com a Aurora, va néixer probablement a la dècada de l'any 940 i va morir al 999. Va ser una jove sàyyida (‘esclava’), d'origen navarrès o basc —de fet, tradicionalment ha estat anomenada al-baixkunsiyya, ‘la vascona’— que va arribar a ser la favorita del califa al-Hàkam II, i dominà la vida cortesana a Medina Azahara i obtingué una gran influència en el desenvolupament polític del califat de Còrdova durant la segona meitat del segle X.

## Orígens
Portada captiva a Còrdova quan era petita, es va criar en la cultura andalusina, adquirint nombrosos coneixements i habilitats, puix al califa el fascinaven tots els àmbits del saber. Va ser educada en els sabers propis d'una gawari (‘esclava cantora’), que incloïen tant el cant com saber "departir sobre jurisprudència amb els alfaquís, poesia amb els poetes i tradicions amb els tradicionistes".

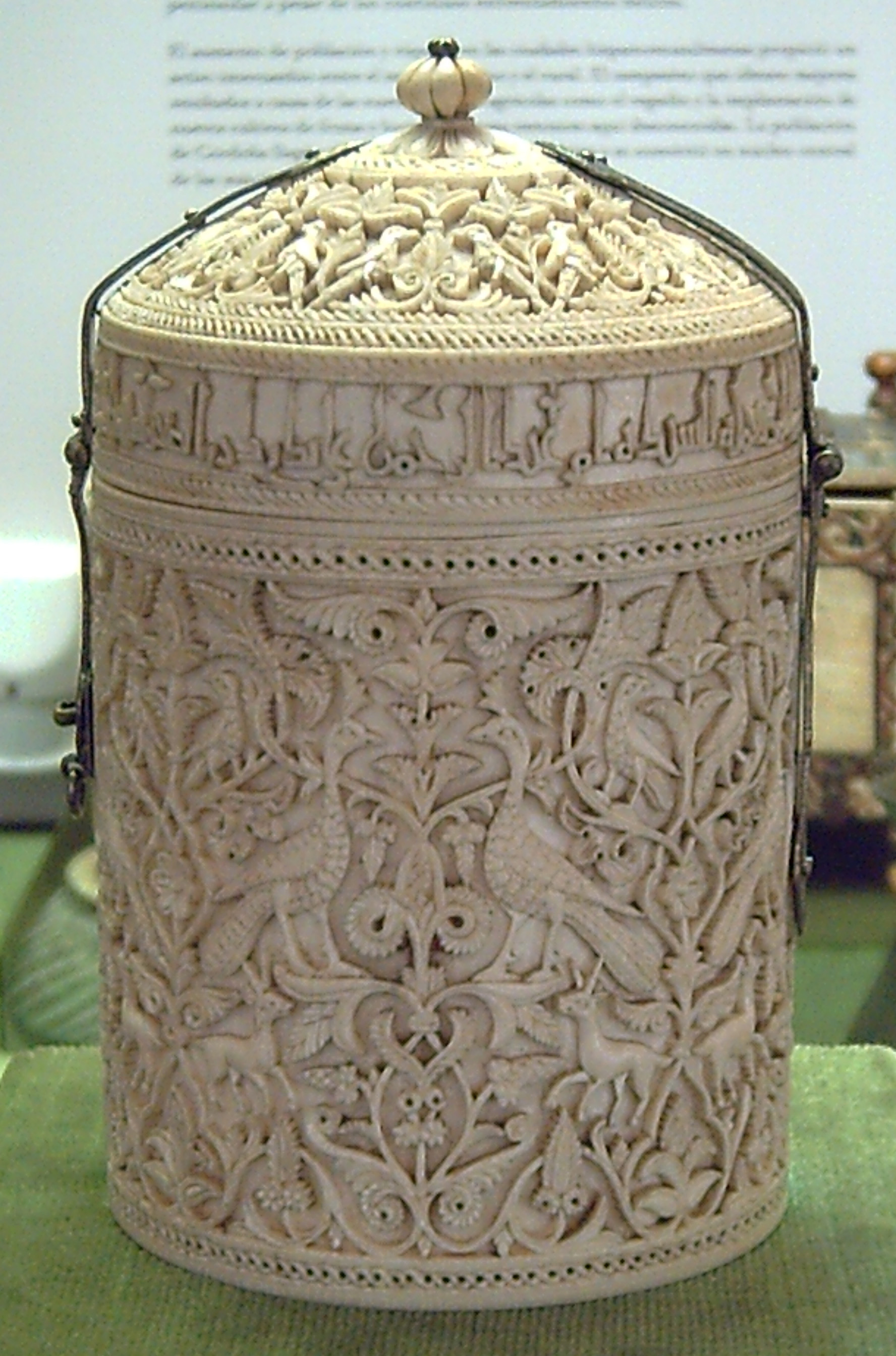
L'anomenat pot de Zamora és un present que va tenir Subh, "Aurora", segons indica la inscripció, pel naixement del fill major del califa Alhakén

Físicament ha estat descrita com una dona rossa i bella —del tipus preferit pels nobles àrabs de l'Àndalus. Les llegendes posteriors han dit que al-Hàkam II era en veritat homosexual, raó per la qual no tenia descendència, ja que no mantenia relacions sexuals amb les dones de l'harem. Per aquest motiu, sovint vestia com un home seguint la moda bagdadí i utilitzant el nom masculí de Jàfar per guanyar-se l'afecte i seduir al-Hàkam.
L'any 962 va néixer el seu primer fill, Abd-ar-Rahman, amb qui s'assegurava la successió en el tron i Subh es tornava la influent favorita d'al-Hàkam II. En gratitud pel naixement del seu fill va ser anomenada umm al-wàlad, ‘mare del fill', pel califa, que immediatament la va satisfer de riqueses i terres, encara que en la pràctica eren de l'estat. El 965, naixia el petit Hixam, segon fill d'al-Hàkam. Tot el poder de Subh radicava en aquells dies en el seu ascendent sobre el califa en ser la mare dels seus fills. El petit Abd-ar-Rahman va morir el 970 i el seu germà Hixam passà a ser el nou hereu.
Com a integrant de l'harem, Subh tenia la seva vida molt restringida, com era habitual en el califat, però per tolerància del califa i com a recompensa per haver-li donat dos fills, li permetia passejar fora de Medina Azahara a vegades vestida d'home, usant un nom masculí que li va donar al-Hàkam II, i l'omplí de regals i atencions.

## Relació amb Almansor
Corria l'any 967 quan les vides de Subh i d'un jove àrab iemenita d'origen relativament humil, Abu-Àmir Muhàmmad ibn Abi-Àmir, es van trobar. La vascona s'havia quedat sense intendent que administrés els béns dels seus fills, els prínceps hereus, per la qual cosa li va demanar al camarlenc Jàfar al-Mushafí que li'n busqués un. Ha d'esmentar-se que ni Subh ni els seus fills posseïen res a títol personal; ella era una esclava que havia estat comprada, i ells eren menors d'edat, incapaços per tant d'administrar la seva herència. Ella sabia que, per a mantenir la seva posició i assegurar el tron per als seus fills, necessitava funcionaris eficients i influents i recursos al seu favor. Per la seva banda, al-Mushafi no volia que caigués tan important càrrec en mans d'un eslau, i per aquest llavors Abu Amir treballava en les oficines del cadi Muhàmmad ibn as-Sàlim, on havia cridat l'atenció per la seva eficàcia i austeritat.
El cadi va recomanar el prometedor noi i va ser acceptat, i s'instal·là a Medina Azahara el 22 de febrer d'aquell any. Una vegada en el càrrec, va cercar la forma d'accedir als cercles palatins i atreure o seduir Subh. Gràcies a la protecció de la vascona, el nou intendent va iniciar la seva vertiginosa carrera, afegint al seu càrrec el de supervisor de la Seca, tresorer i procurador de successions, cadi de Sevilla i Boira i, finalment, administrador de la casa del príncep hereu, i guanyà una gran fortuna.
Segons els rumors, alhora que Almansor es guanyava el suport de Subh i l'harem subministrant-los diners i exquisits regals, tots dos personatges van acabar per tornar-se amants. Desconcertat i furiós per la proximitat entre tots dos, es diu que al-Hàkam II va proclamar que el seu protegit fos nomenat sàhib aix-xurta, i es converteix en un dels grans polítics del califat andalusí en aliança estreta amb el camarlenc (972). Un any després, el general eslau Ghàlib és enviat pel califa a sotmetre una revolta berber al Magrib, i Almansor té la missió de corrompre amb or els caps locals, comprant la seva lleialtat i obtenint la possibilitat de mobilitzar el seu propi exèrcit mercenari. En tornar a la península, Almansor rep el seu primer càrrec militar: el comandament de les tropes mercenàries aquarterades a la capital.

## Successió d'al-Hàkam II
El 5 de febrer de l'any 976, l'ancià i malalt califa decideix assegurar el tron per al seu fill, ordenant als seus funcionaris el jurament de lleialtat. Però quan mor, l'1 d'octubre d'aquell mateix any dos fatas (‘eunucs’) eslaus, Fàïq an-Nidhamí i Jàwdhar, proposen al germà del difunt califa, Abu-l-Mutàrrif al-Mughira, entronitzar-se amb la condició d'acceptar Hixam com el seu hereu. Van justificar tal pla adduint la curta edat d'Hixam, que en la pràctica li impedia exercir adequadament com a califa. En conseqüència, els eslaus veurien millorada la seva posició a la cort andalusina i el camarlenc al-Mushafí seria desplaçat. Aquest últim va aparentar acceptar la proposta, però immediatament després va convocar els nobles del palau i els va atemorir sobre les seves possibles destinacions si al-Mughira accedia al tron; llavors, tots van decidir assassinar el príncep per assegurar que el petit Hixam fos coronat califa.
Almansor va quedar a càrrec d'eliminar el pretendent. Amb les tropes de la capital, va entrar a la residència d'al-Mughira i el va fer penjar davant de les dones del seu harem. El 8 d'octubre es va produir la baya (‘coronació’) d'Hixam, que governaria sota la regència del poderós camarlenc al-Mushafi i amb Almansor com a visir o ministre. Tot això amb el suport de la seva mare, la «gran princesa» Subh.
Per evitar guanyar-se l'odi dels eslaus, poderós sector de l'exèrcit, es perdonà la vida dels dos conspiradors. Però Jàwdhar va ser obligat a dimitir i Fàïq va ser desterrat.

## Règim amírida

Mapa polític de la península ibèrica a l'entorn de l'any 1000

Sent una dona culta, intel·ligent i activa, Subh es tornarà el principal suport al poder amírida durant vint anys. Almansor aviat sotmetria tota oposició pro omeia i posaria l'exèrcit sota el seu comandament personal, i portà Còrdova a la cúspide del seu poder politicomilitar. Almansor ràpidament va comprendre que un exèrcit professional, mercenari i ben pagat, era la clau del poder; per justificar la seva posició posarà en el seu lloc els regnes cristians del nord peninsular, els seus rivals musulmans magrebins i els interminables intents separatistes, presentant-se com un campió musulmà del gihad i creant un riquíssim mercat d'esclaus gràcies a les seves ràtzies.
Però l'ambiciós Almansor no es conformava amb el segon lloc. En veure com el califa estava desplaçat —primer per ser un nen i segon pels fils del poder, els mateixos que garantien la seva permanència en el tron—, Almansor va comprendre que el poder real quedaria en mans d'un general amb l'arrelament en l'exèrcit per fer obeir els seus ciutadans. Per aquest motiu buscà el suport de Ghàlib, amb qui va dirigir diverses ràtzies sobre el Regne de Lleó per aconseguir la popularitat entre les masses cordoveses. El camarlenc va intentar desesperadament congraciar-se amb el general eslau casant el seu fill amb la filla d'aquell, però des del seu palau de Medina Alzahira Almansor, hàbilment, va maquinar amb Subh la cancel·lació del contracte, casant-se ell amb la noia l'1 de gener de 978. Finalment, el 29 de març al-Mushafi és arrestat amb els seus fills, i tots els seus béns els van ser confiscats. El desgraciat camarlenc morirà a la presó cinc anys després i Almansor era nomenat camarlenc. Subh creia haver trobat un bon protector per al seu fill, sense adonar-se que havia nomenat un amo indiscutible per a Còrdova. No obstant això, seria només vint anys després que Hixam ascendís al tron que Subh s'adonaria que Almansor es relacionava amb el califa d'una manera molt perjudicial per a aquest últim.
No obstant això, es van succeir noves conspiracions en rebuig als injuriosos rumors sobre la veritable naturalesa d'Almansor i Subh. El 979, es descobreix una vasta conjura en la qual participava Jàwdhar, que va acabar executada. L'única cosa aconseguida va ser l'enduriment del règim. Després de la Batalla de Torrevicente i la mort de Ghàlib (981), Almansor va deixar de comptar amb rivals interns gràcies a la seva associació amb Subh.
En contrast amb els regnes cristians, en el califat islàmic no hi havia una divisió de poders. El califa era el cap màxim religiós, jurídic i civil alhora, fet que produïa un fràgil equilibri de poders que solament podia sustentar-se en l'existència d'un exèrcit poderós –en el cas andalusí, un de format per voluntaris gihadistes, mercenaris desitjosos de bona paga i soldats esclaus comprats als mercats–. Per aquest motiu, seguint l'exemple de Bagdad i que aviat succeiria al Caire, els caps militars anaren adquirint un poder tal que els portava a suplantar el califa en el govern de facto. «El califat desembocava en una dictadura militar» com a resposta natural a la feblesa experimentada per la nul·la divisió de funcions religioses i temporals en la figura del sobirà; per tant, això va fer Almansor i els seus partidaris cercaren una solució duradora a aquell problema. El dictador andalusí, de la família amirí, va imposar una divisió pràctica de poders: el califa era el cap nominal i posseïa el poder religiós, però concedia a un rei el poder civil i militar. Això portaria a un rebuig ferri del sector legitimista, que conspiraria diverses vegades per restablir el poder que per dret li corresponia al califa –que en la dura realitat estava anul·lat, tancat en el seu palau-.

## Ruptura i final
Entre 996 i 998 es va produir la wahsa, ‘ruptura’, entre Subh i Almansor, ja que la primera va començar a conspirar com tants altres havien fet abans, en veure com el seu fill era desplaçat de tota funció pròpia del seu títol. Tot havia començat quan Almansor, adonant-se de la il·legitimitat de la seva autoritat i la fragilitat jurídica del seu càrrec per les limitacions que tenia, va decidir reforçar el seu poder modificant les lleis. Es va decidir a fundar obertament la seva pròpia dinastia i desplaçar oficialment el califa a un càrrec religiós. L'any 991 nomenava camarlenc i cadi suprem el seu fill predilecte, Abd-al-Màlik; el 992-993, ordenava que els documents oficials portessin el seu segell en lloc del califal i que s'esmentés el seu nom després del d'Hixam II en totes les oracions en les mesquites de l'Àndalus. Així, el quinquenni de 991-996 va preparar tot per a la ruptura entre tots dos influents personatges. Subh va témer que el seu fill fos definitivament destituït –que mancava de descendència- i va procurar formar un partit opositor a Almansor; no obstant això, el pla del dictador seguia sent que el feble i corrupte Hixam exercís un paper nominal. Però el dictador havia comès l'error de deixar de costat la mare del califa tant com el sobirà mateix.
Subh, juntament amb alguns esclaus lleials, va subornar els guàrdies del tresor califal, i furtà 80.000 dinars que va fer transportar en un centenar de càntirs, amagats sota mel, melmelada i fruites. Posteriorment, amb el prefecte de la ciutat, va treure els diners de Còrdova (primavera de l'any 996). El propòsit de tal maniobra era finançar una revolta que posés fi al règim amírida. Aquesta seria encapçalada pel cadi del Magrib l'any 997. Llavors, Almansor va decidir traslladar el tresor califal a la seva pròpia residència, maniobra de la qual es va encarregar Abd-al-Màlik, puix el seu pare es trobava malalt.
Posteriorment, Almansor, obligaria a signar Hixam una acta en què delegava tots els seus poders temporals en els amirís; naixia així una nova dinastia i Almansor prenia oficialment els títols de sàyyid (‘senyor’) i màlik karim (‘noble rei’) l'any 998. Subh es veia forçada a abandonar la cort. Posteriorment, Almansor va dirigir, juntament amb el seu fill i el general de Medinaceli, Wàdih, una campanya contra el conspirador Zirí ibn Atiyya, cadi del Magrib, que estava disgustat pel tracte proporcionat al califa. El rebel va ser empès al desert i Abd-al-Màlik va romandre a Fes, actuant com una espècie de «virrei» del Marroc. Zirí es va sotmetre l'any 999 i amb ell nombrosos clans, alguns de lleials al govern de Kairuan. Després de la reeixida pacificació, Abd-al-Màlik i Wàdih van tornar a Còrdova, on van seguir molt propers a Almansor fins a la seva mort, el 9 d'agost de 1002.
Per la seva banda, Subh va morir l'11 de desembre de l'any 999, deixant encara més vulnerable el seu fill davant les maquinacions d'Almansor.